# Gesu al calvario
Gesu al Calvario (1735, ZWV 62) is een barok-oratorium van Jan Dismas Zelenka. Deze Tsjechische componist voltooide dit oratorium in 1735. Het was een van de laatste werken van de hand van Zelenka. Michelangelo Boccardi schreef het Italiaanstalige libretto.

## Libretto
Het oratorium beschrijft de periode tussen de ter dood veroordeling van Jezus tot aan de kruisiging. Het muziekstuk gaat niet over de kruisiging zelf, maar
vertelt de emoties die ermee gepaard gaan. Zo uiten de drie maria's hun verdriet en Johannes zijn woede. Ook de menigte komt aan bod en één aria wordt 
gezongen door Jezus zelf.
Calvario is de Italiaanse naam voor Calvarië, beter bekend als Golgotha. Het is de heuvel net buiten de muren van Jeruzalem waarop Jezus volgens de evangeliën
is gekruisigd.

## Structuur van het oratorium
- Intro
- Recitatief: O figlie di Sione
- Koor: Misera Madre
- Recitatief: Fiero dolor
- Aria: Se in te fosse
- Recitatief: Madre! Figlio!
- Aria: Ah! se tu costi
- Recitatief: tanto amor che ti giova
- Aria: A che riserbano i cieli
- Recitatief: Ed io, Signor
- Aria: Si la morte
- Recitatief: Smanie di dolci affetti
- Aria: S'una sol lagrima
- Koor: Si crocifigga il Nazareno
- Recitatief: Spasimi del cor mio
- Aria: Se ingrato e ribelle
- Recitatief: Alzate pur il gran trofeo
- Duet: Santo amor, che tanto peni
- Recitatief: Vinto da tanto amor
- Aria: Che fiero martire
- Recitatief: Ma di tragica scena
- Koor: Questo e il monte salutare